# Sénat du New Hampshire
Capitole de l'État du New Hampshire, Concord
Le Sénat du New Hampshire (en anglais : New Hampshire Senate) est la chambre haute de la General Court of New Hampshire et la législature d'État du New Hampshire.

## Fonctionnement
Le Sénat du New Hampshire est composé de 24 sénateurs qui sont élus pour deux ans au scrutin uninominal majoritaire à un tour dans autant de circonscriptions. Il se réunit au Capitole de l'État du New Hampshire situé à Concord.
Les candidats doivent être âgée d'au moins 30 ans, être résident dans l'État depuis 7 ans et résident dans la circonscription dans laquelle ils se présentent.

## Officiers du sénat
Situation au début de la législature 2020-2022
| Fonction              | Nom           | Parti       |
| --------------------- | ------------- | ----------- |
| Président             | Chuck Morse   | Républicain |
| Président pro tempore | Sharon Carson | Républicain |
| Leader de la majorité | Jeb Bradley   | Républicain |
| Leader de la minorité | Donna Soucy   | Démocrate   |

## Historique

### Contrôle partisan du Sénat
| Année de l'élection | Parti démocrate | Parti républicain | Total | observations |
| ------------------- | --------------- | ----------------- | ----- | ------------ |
| 1992                | 11              | 13                | 24    |              |
| 1994                | 6               | 18                | 24    |              |
| 1996                | 9               | 15                | 24    |              |
| 1998                | 13              | 11                | 24    |              |
| 2000                | 11              | 13                | 24    |              |
| 2002                | 6               | 18                | 24    |              |
| 2004                | 8               | 16                | 24    |              |
| 2006                | 14              | 10                | 24    |              |
| 2008                | 14              | 10                | 24    |              |
| 2010                | 5               | 19                | 24    |              |
| 2012                | 11              | 13                | 24    |              |
| 2014                | 10              | 14                | 24    |              |
| 2016                | 10              | 14                | 24    |              |
| 2018                | 14              | 10                | 24    |              |
| 2020                | 10              | 14                | 24    |              |
| 2022                |                 |                   |       |              |

### Présidents du Sénat
| Nom                      | Début | Fin  | Parti                 |
| ------------------------ | ----- | ---- | --------------------- |
| Woodbury Langdon         | 1784  | 1785 |                       |
| John McClary             | 1785  | 1787 |                       |
| Joseph Gilman            | 1787  | 1788 |                       |
| John Pickering           | 1788  | 1790 |                       |
| Ebenezer Smith           | 1790  | 1791 |                       |
| Moses Dow                | 1791  | 1792 |                       |
| Ebenezer Smith           | 1792  | 1793 |                       |
| Abiel Foster             | 1793  | 1793 | Fédéraliste           |
| Oliver Peabody           | 1794  | 1794 |                       |
| Ebenezer Smith           | 1795  | 1796 |                       |
| Amos Shepard             | 1797  | 1803 |                       |
| Nicholas Gilman          | 1804  | 1804 | Républicain-démocrate |
| Clement Storer           | 1805  | 1807 | Républicain-démocrate |
| Samuel Bell              | 1807  | 1808 | Républicain-démocrate |
| Moses P. Payson          | 1809  | 1809 |                       |
| William Plumer           | 1810  | 1811 | Républicain-démocrate |
| Joshua Darling           | 1812  | 1812 |                       |
| Oliver Peabody           | 1813  | 1813 |                       |
| Moses P. Payson          | 1814  | 1815 |                       |
| William Badger           | 1816  | 1817 |                       |
| Jonathan Harvey          | 1817  | 1822 | Républicain-démocrate |
| David L. Morril          | 1823  | 1823 | Républicain-démocrate |
| Josiah Bartlet           | 1824  | 1825 |                       |
| Mathew Harvey            | 1825  | 1828 |                       |
| Nahum Parker             | 1828  | 1829 |                       |
| Abner Greenleaf          | 1829  | 1829 |                       |
| Samuel Cartland          | 1829  | 1829 |                       |
| Joseph M. Harper         | 1830  | 1830 |                       |
| Samuel Cartland          | 1831  | 1831 |                       |
| Benning M. Bean          | 1831  | 1832 | Républicain-démocrate |
| Jared W. Williams        | 1833  | 1834 |                       |
| Charles F. Grove         | 1835  | 1835 |                       |
| James Clark              | 1836  | 1836 |                       |
| John Woodbury            | 1837  | 1837 |                       |
| Samuel Jones             | 1838  | 1838 |                       |
| James McK. Wilkins       | 1839  | 1839 |                       |
| James B. Creighton       | 1840  | 1840 |                       |
| Josiah Quincy            | 1841  | 1842 |                       |
| Titus Brown              | 1843  | 1843 | National-républicain  |
| Timothy Hoskins          | 1844  | 1844 |                       |
| Asa P. Cate              | 1845  | 1845 |                       |
| James U. Parker          | 1846  | 1846 |                       |
| Harry Hibbard            | 1847  | 1848 | Démocrate             |
| William P. Weeks         | 1849  | 1849 |                       |
| Richard Jenness          | 1850  | 1851 |                       |
| John S. Wells            | 1851  | 1852 | Démocrate             |
| James M. Rix             | 1853  | 1853 | Démocrate             |
| J. Everett Sargent       | 1854  | 1855 |                       |
| William Haile            | 1855  | 1855 |                       |
| Thomas J. Melvin         | 1856  | 1856 |                       |
| Moody Currier            | 1857  | 1857 | Démocrate             |
| Austin F. Pike           | 1858  | 1858 | Républicain           |
| Joseph A. Gilmore        | 1859  | 1859 |                       |
| George S. Towle          | 1860  | 1860 |                       |
| Herman Foster            | 1861  | 1861 |                       |
| William H. Y. Hackett    | 1862  | 1862 |                       |
| Onslow Stearns           | 1863  | 1863 |                       |
| Charles H. Bell          | 1864  | 1864 | Républicain           |
| Ezekiel A. Straw         | 1865  | 1866 | Républicain           |
| Daniel Barnard           | 1866  | 1867 |                       |
| William T. Parker        | 1867  | 1868 |                       |
| Ezra A. Stevens          | 1868  | 1869 |                       |
| John Y. Mugridge         | 1869  | 1870 |                       |
| Nathanial Gordon         | 1870  | 1871 |                       |
| George W. M. Pittman     | 1871  | 1872 |                       |
| Charles H. Campbell      | 1872  | 1873 |                       |
| David A. Wade            | 1873  | 1874 |                       |
| William H. Grove         | 1874  | 1875 |                       |
| John W. Sanborn          | 1875  | 1876 |                       |
| Charles Holman           | 1876  | 1877 |                       |
| Nathaniel Head           | 1877  | 1878 |                       |
| David H. Buffum          | 1878  | 1879 |                       |
| Jacob H. Gallinger       | 1879  | 1881 | Républicain           |
| John Kimball             | 1881  | 1883 | Républicain           |
| Charles H. Bartlett      | 1883  | 1885 |                       |
| Chester Pike             | 1885  | 1887 | Républicain           |
| Frank Dunklee Currier    | 1887  | 1889 | Républicain           |
| David A. Taggart         | 1889  | 1891 | Républicain           |
| John McLane              | 1891  | 1895 | Républicain           |
| Frank W. Rollins         | 1895  | 1897 | Républicain           |
| Chester B. Jordan        | 1897  | 1899 | Républicain           |
| Thomas N. Hastings       | 1899  | 1901 | Républicain           |
| Bertram Ellis            | 1901  | 1903 | Républicain           |
| Charles W. Hoitt         | 1903  | 1905 | Républicain           |
| George H. Adams          | 1905  | 1907 | Républicain           |
| John Scammon             | 1907  | 1909 | Républicain           |
| Harry T. Lord            | 1909  | 1911 | Républicain           |
| William D. Swart         | 1911  | 1913 | Républicain           |
| Enos K. Sawyer           | 1913  | 1915 | Démocrate             |
| George I. Haselton       | 1915  | 1917 | Républicain           |
| Jesse M. Barton          | 1917  | 1919 | Républicain           |
| Artur P. Morill          | 1919  | 1921 | Républicain           |
| Leslie P. Snow           | 1921  | 1923 | Républicain           |
| Wesley Adams             | 1923  | 1925 | Républicain           |
| Charles W. Tobey         | 1925  | 1927 | Républicain           |
| Frank P. Tilton          | 1927  | 1929 | Républicain           |
| Harold K. Davison        | 1929  | 1931 | Républicain           |
| Arthur R. Jones          | 1931  | 1933 | Républicain           |
| George D. Cummings       | 1933  | 1935 | Républicain           |
| Charles M. Dale          | 1935  | 1937 | Républicain           |
| Anson C. Alexander       | 1937  | 1939 | Républicain           |
| Robert O. Blood          | 1939  | 1941 | Républicain           |
| William M. Cole          | 1941  | 1943 | Républicain           |
| Ansel N. Sanborn         | 1943  | 1945 | Républicain           |
| Donald G. Matson         | 1945  | 1947 | Républicain           |
| Charles H. Barnard       | 1947  | 1949 | Républicain           |
| Perkins Bass             | 1949  | 1951 | Républicain           |
| Blaylock Atherton        | 1951  | 1953 | Républicain           |
| Lane Dwinell             | 1953  | 1955 | Républicain           |
| Raymond K. Perkins       | 1955  | 1957 | Républicain           |
| Eralsey C. Ferguson      | 1957  | 1959 | Républicain           |
| Norman A. Packard        | 1959  | 1961 | Républicain           |
| Samuel Green             | 1961  | 1963 | Républicain           |
| Phillip S. Dunlap        | 1963  | 1965 | Républicain           |
| Stewart Lamprey          | 1965  | 1969 | Républicain           |
| Arthur Tufts             | 1969  | 1970 | Républicain           |
| John R. Bradshaw         | 1971  | 1972 | Républicain           |
| David L. Nixon           | 1973  | 1974 | Républicain           |
| Alf E. Jacobson          | 1975  | 1979 | Républicain           |
| Robert B. Monier         | 1979  | 1982 | Républicain           |
| Vesta M. Roy             | 1983  | 1986 | Républicain           |
| William S. Bartlett, Jr. | 1987  | 1990 | Républicain           |
| Edward C. Dupont, Jr.    | 1991  | 1993 | Républicain           |
| Ralph D. Hough           | 1993  | 1994 | Républicain           |
| Joseph L. Delahunty      | 1995  | 1999 | Républicain           |
| Clesson J. Blaisdell     | 1999  | 1999 | Démocrate             |
| Beverly Hollingworth     | 1999  | 2000 | Démocrate             |
| Arthur P. Klemm, Jr.     | 2000  | 2002 | Républicain           |
| Thomas R. Eaton          | 2002  | 2005 | Républicain           |
| Theodore Gatsas          | 2005  | 2006 | Républicain           |
| Sylvia Larsen            | 2006  | 2010 | Démocrate             |
| Peter Bragdon            | 2010  | 2013 | Républicain           |
| Chuck Morse              | 2013  | 2018 | Républicain           |
| Donna Soucy              | 2018  | 2020 | Démocrate             |
| Chuck Morse              | 2020  | -    | Républicain           |